# Kanal Larsen
Kanal Larsen je tjesnac širok 1 do 3 milje između otoka D'Urville i otoka Joinville, na sjeveroistočnom kraju Antarktičkog poluotoka. Kanal je 1902. godine otkrila Švedska antarktička ekspedicija pod vodstvom Otta Nordenskiölda i nazvana je po kapetanu C.A. Larsenu s ekspedicijskog broda Antarktika.